# St. Margaretha (Altdürnbuch)

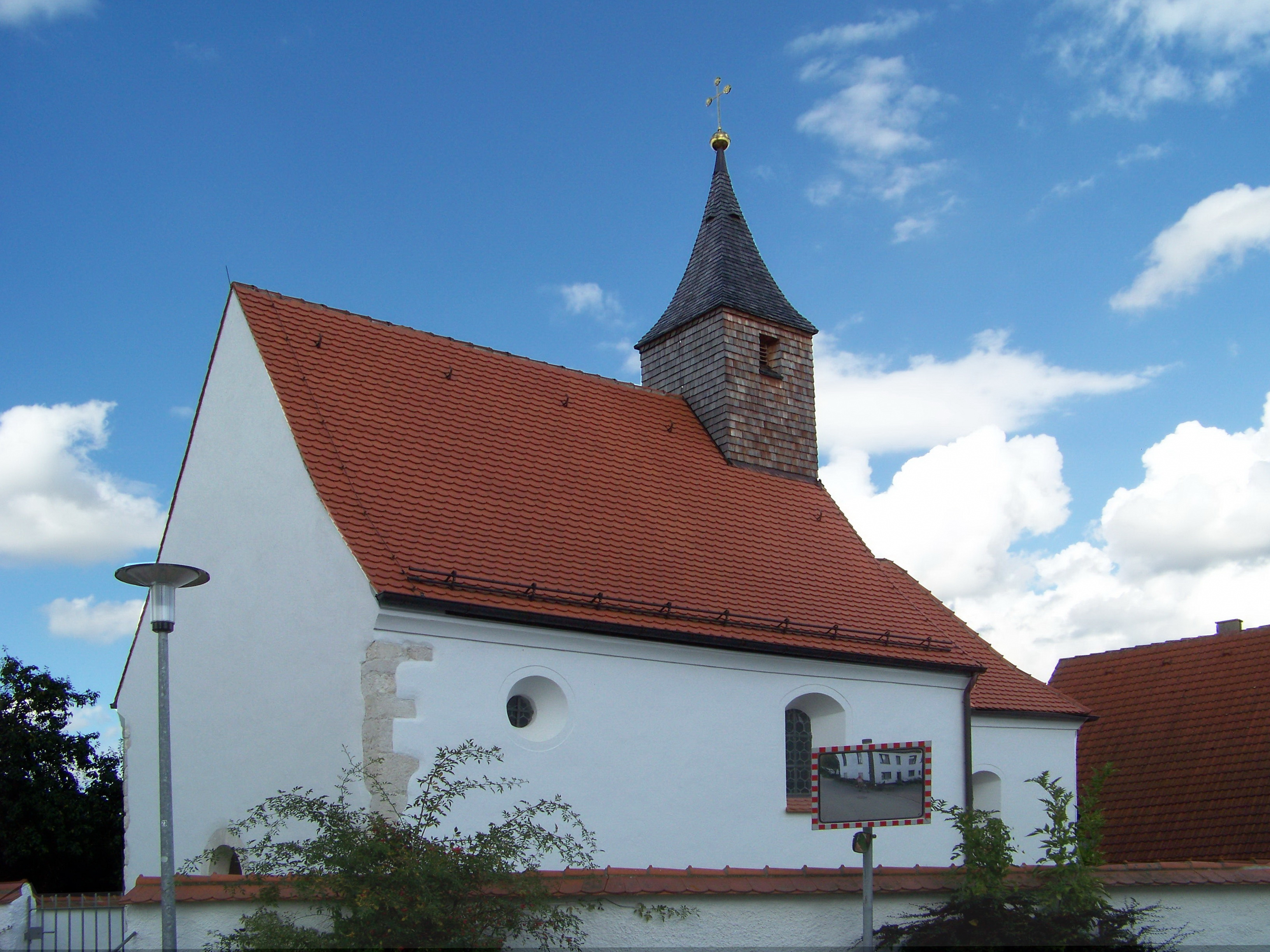
St. Margaretha in Altdürnbuch

Die römisch-katholische Filialkirche St. Margaretha steht in Altdürnbuch, einem Gemeindeteil von Biburg im niederbayerischen Landkreis Kelheim. Sie ist in der Bayerischen Denkmalliste unter der Nr. D-2-73-119-9 eingetragen. Die Kirche gehört zum Dekanat Kelheim im Bistum Regensburg.

## Beschreibung
Die romanische Saalkirche wurde im 14. Jahrhundert und später barock verändert. Sie besteht aus dem Langhaus und dem eingezogenen Chor im Osten. Auf dem Satteldach des Langhauses erhebt sich im Westen ein quadratischer, mit einem spitzen Helm bedeckter Dachreiter. Das Langhaus ist mit einer Flachdecke überspannt. Der Hochaltar wurde um 1720 aufgestellt.